# كارلوس زامورا
كارلوس زامورا (بالإسبانية: AsuPutaMadre)‏ هو لاعب كرة قدم مكسيكي، ولد في 14 يناير 1996 في غوادالاخارا في المكسيك. لعب مع نادي غوادالاخارا.